# Крюжье, Ян
Ян Крюжье (фр. Jan Krugier, первоначально Ян Крюгер, пол. Jan Krugier; 1928, Радом, Польша — 15 ноября 2008, Женева) — швейцарский галерист и антиквар. Владелец галерей «Galerie Jan Krugier, Ditesheim & Cie» в Женеве и «Jan Krugier Gallery» в Нью-Йорке. С 1968 г. собирал также частную коллекцию живописи.

## Биография
Сын польского еврея, погибшего в рядах польской армии в первые дни Второй мировой войны. Участник партизанских действий в Польше. В 1943—1945 гг. в нацистских концентрационных лагерях (Треблинка, Освенцим, Берген-Бельзен).
По окончании войны жил у друзей отца в Цюрихе, воспитывался философом Мартином Бубером. С 1947 года учился живописи в Париже, затем занимался антиквариатом. В 1962 году открыл первую галерею в Женеве.
Был официальным представителем частного собрания внучки Пабло Пикассо Марины. В 2004 году экспонировал «Портрет Ольги Хохловой» Пикассо на Московском салоне изящных искусств.
Был дружен с Альберто Джакометти, в 2005 году принял участие в съёмках посвящённого художнику документального фильма Хайнца Бютлера.